# Claude Dauphin
Claude Dauphin, född 19 augusti 1903 i Corbeil-Essonnes, Essonne, Frankrike, död 16 november 1978 i Paris, Frankrike, var en fransk skådespelare inom teater och film. Dauphin filmdebuterade 1931 och hade roller i flera uppmärksammade franska och internationella filmer.

## Filmografi, urval
- 1934 – Dédé
- 1937 – Kronans pärlor
- 1938 – Livets debutanter
- 1944 – Ödets lek
- 1952 – Kärlekens fröjder
- 1952 – Möte under stjärnorna
- 1953 – Liten pojke borta
- 1958 – Den stillsamme amerikanen
- 1964 – Besöket
- 1966 – Brinner Paris?
- 1967 – Grand Prix
- 1967 – Två på väg
- 1973 – Statskupp på italienska
- 1975 – Det brinner i knutarna
- 1976 – Hyresgästen
- 1976 – Mado
- 1977 – Madame Rosa

## Teater

### Roller
| År   | Roll  | Produktion          | Regi            | Teater                          |
| ---- | ----- | ------------------- | --------------- | ------------------------------- |
| 1955 | Denny | Janus Carolyn Green | Reginald Denham | Plymouth Theatre, New York, USA |